# انهيار الطريق السريع 95
في 11 يونيو 2023، فقدت شاحنة صهريج تحمل البنزين السيطرة عليها أثناء محاولتها الخروج من الطريق السريع واشتعلت فيها النيران تحت الجسر الذي يحمل الطريق السريع<span typeof="mw:Entity" id="mwDg">&nbsp;</span>95 (I-95) في طريق بنسلفانيا 73 في حي تاكوني في شمال شرق فيلادلفيا. تسببت الحرارة الشديدة في انهيار الممرات المتجهة شمالا وإلحاق أضرار بالممرات المتجه جنوبا. أدى ذلك إلى تسعة-ميل (14 كـم) إغلاق كلا الاتجاهين من I-95 بين جسر بيتسي روس / شارع أرامينغو (مخرج 26) وطريق بنسلفانيا<span typeof="mw:Entity" id="mwGA">&nbsp;</span>63 / طريق وودهافن (مخرج 35). بعد البناء الطارئ لطريق مؤقت، من المتوقع أن تستأنف حركة المرور بعد أسبوعين من الحريق.
شوهد انهيار مماثل في عام 2017 حيث تسبب حريق كبير في انهيار جسر كان جزءًا من I-85 في أتلانتا، جورجيا.

## خلفية
كانت المنطقة المتضررة من التحطم تنقل حوالي 160 ألف مركبة يوميًا، وكان امتداد الطريق السريع يتراوح بين 10 و 12 عامًا ويبدو أنه سليم من الناحية الهيكلية. كما كان جزءًا من مشروع إعادة إعمار بقيمة 212 مليون دولار تم الانتهاء منه قبل حوالي أربع سنوات، وفقًا لمتحدث باسم وزارة النقل. تم مؤخرًا فحص مسافة 104 أقدام وتصنيفها على أنها في حالة "جيدة" من قبل PennDOT في وقت سابق من عام 2023، ومن المقرر إجراء فحص آخر في عام 2025.

## نار
11 يونيو 2023 شاحنة صهريج تحمل 8,500 غالون أمريكي (32,000 ل؛ 7,100 غالون إمب) من 87- أوكتان بنزين انقلب خلال حادث أثناء نزوله من الطريق السريع 95 وانفجر. صرح وزير النقل مايك كارول لاحقًا أن السائق كان يحاول التنقل في منحنى متجه شمالًا وفقد السيطرة على السيارة مما تسبب في هبوطها على جانبها وتمزق الخزان. تم تنبيه خدمات الطوارئ لأول مرة في الساعة 6:20 صباحًا بتوقيت شرق الولايات المتحدة، مع وصول رجال الإطفاء المحليين حوالي الساعة 10 بعد دقائق، على الرغم من وجود بعض الالتباس في البداية حول ما كان يحترق بالضبط. تسبب الحريق في حرارة كافية لتسبب في ذوبان العوارض الفولاذية الداعمة، مما تسبب في انهيار جزء من الطريق السريع قبل حوالي ثماني دقائق من وصول رجال الإطفاء. بعد ساعة، تم الإبلاغ عن الحريق تحت السيطرة.
تم نشر لقطات فيديو للحادث والنار اللاحق على الإنترنت وتقرر أنه من كاميرا في مستودع أغذية بالدور المتخصصة، الواقع بالقرب من شارع ميلنور في تاكوني. وأظهر الفيديو الشاحنة وهي تغادر الطريق السريع وتنقلب على جانبها أثناء محاولتها السير في منحنى قبل أن تندلع في حريق كبير. تم تصوير مقاطع فيديو أخرى للحريق الناتج من قبل السائقين، بما في ذلك مقطع يبدو أنه يظهر سيارة مصوري الفيديو وآخرون يقودون على "غطس" على طول الطريق بينما يتصاعد الدخان من أسفل جانبي الطريق السريع.

## الضحايا
في البداية لم ترد تقارير عن وقوع اصابات. في اليوم التالي، تم العثور على رفات سائق الشاحنة. تم التعرف عليه على أنه أب يبلغ من العمر 53 عامًا لثلاثة أطفال يدعى ناثان مودي وتوفي بسبب صدمة حادة في الرأس واستنشاق وإصابات حرارية وفقًا لإدارة الصحة في فيلادلفيا.

## ما بعد الكارثة
أعلن الحاكم جوش شابيرو حالة الطوارئ لتأمين التمويل الفيدرالي لإعادة بناء الجسر. اقترح شابيرو أن الأمر سيستغرق شهورًا لإعادة بناء الجسر وأوصى سائقي السيارات بدراسة وسائل النقل العام بدلاً من ذلك. وقال وزير النقل بيت بوتيجيج إنه سيساعد شابيرو ووزارة النقل الأمريكية في التعافي وإعادة الإعمار.
أثناء إعادة بناء قسم I-95 بالكامل، فإن الطريق الرئيسي بين الشمال والجنوب على طول الساحل الشرقي الذي يمتد من ميامي إلى الحدود الكندية في ولاية مين، سيستمر عدة أشهر، تم وضع خطة لإنشاء طريق مؤقت ليحل محل الجسر المنهار. تعمل على مدار 24 ساعة في اليوم، سبعة أيام في الأسبوع، ويتم ملء الفراغ الذي خلفه الجسر المنهار والمهدم بردم خفيف الوزن مصنوع من الحصى الزجاجي الرغوي. عند اكتماله، سيسمح الطريق المؤقت باستئناف حركة المرور بينما يتم بناء جسر بديل دائم. التعبئة مصنوعة من قوارير زجاجية معاد تدويرها بواسطة الركام ايرو في مقاطعة ديلاوير. كثافتها المنخفضة، 15٪ من التعبئة العادية، تقلل الحمل على الطريق المسدود الآن أدناه وتسمح بالتسليم في عدد أقل من رحلات الشاحنات. قامت كاميرا الويب التي ترعاها الدولة ببث مباشر لأعمال البناء في الموقع. سيسمح الطريق المؤقت بفتح ستة حارات مرورية في جميع الأوقات أثناء بناء الطريق الدائم. تم الانتهاء من هدم الجسر المتضرر في 15 يونيو 2023، مع بدء العمل على الطريق المؤقت. من المتوقع إعادة فتح I-95 بحلول 25 يونيو 2023.

### التحولات والبدائل
يتم تحويل حركة المرور حول الإغلاق على طول I-676 / US<span typeof="mw:Entity" id="mwbg">&nbsp;</span>30 (شارع فاين السريع)، I-76 ( طريق شيلكيل السريع)، الولايات المتحدة<span typeof="mw:Entity" id="mwcg">&nbsp;</span>1 ( شارع روزفلت)، والسلطة الفلسطينية 63 (طريق وودهافن) بالإضافة إلى تحويلة محلية باستخدام شوارع شمال شرق فيلادلفيا. يتم أيضًا استخدام I-295 (طريق كامدن السريع) و US 130 و نيو جيرسي تورنبايك كطرق بديلة.
نتيجة للإغلاق، أضافت سيبتا (SEPTA) خدمة السكك الحديدية الإقليمية إلى خط ترينتون، مع ثلاثة قطارات إضافية في كل اتجاه خلال ساعة الذروة، وإضافة سعة إلى خطوط غرب ترينتون و فوكس تشيس. نفذت سيبتا خدمة حافلات بديلة على طول خط سينويد. سمحت هيئة وقوف السيارات في فيلادلفيا بمواقف مجانية للسيارات في ثلاث ساحات للركاب، مع توفر مواقف مجانية للسيارات أيضًا في محطات السكك الحديدية الإقليمية في سيبتا وفي مركز النقل في فرانكفورد الذي يخدم سوق فرانكفورد لاين.

## تحقيق
في أعقاب الانهيار مباشرة، لم يتمكن مسؤولو الطرق السريعة من تحديد السبب الجذري للحريق. يجري التحقيق في الحادث من قبل المجلس الوطني لسلامة النقل (NTSB)، إلى جانب مجموعات أخرى.

## روابط خارجية
- جسر I95 (فيديو مباشر)